# Būryābāf
Būryābāf (persiska: بورياباف) är en ort i Iran.   Den ligger i provinsen Lorestan, i den nordvästra delen av landet, 300 km sydväst om huvudstaden Teheran. Būryābāf ligger 1 495 meter över havet och antalet invånare är 190.
Terrängen runt Būryābāf är varierad.Runt Būryābāf är det ganska tätbefolkat, med 155 invånare per kvadratkilometer. Närmaste större samhälle är Borujerd, 11,1 km norr om Būryābāf. Trakten runt Būryābāf består i huvudsak av gräsmarker.